# Francisco Bienzobas Ocáriz
Francisco Bienzobas Ocáriz (Sant Sebastià, 26 de març de 1909 - Sant Sebastià, 29 d'abril de 1981), més conegut com a Paco Bienzobas, fou un futbolista basc de la dècada de 1920, 1930 i 1940, en les quals jugà a la Reial Societat i el Club Atlético Osasuna. Fou el primer guanyador del Trofeu Pitxitxi. Va ser internacional amb la selecció espanyola.

## Biografia
Paco Bienzobas donà els seus primers passos futbolístics a la Unión Deportiva de San Sebastián, club actualment desaparegut, on jugà dels 12 als 17 anys, quan fou reclutat per la Reial Societat.
Debutà amb l'equip txuri-urdin la temporada 1926/27, on l'equip aconseguí el Campionat Regional de Guipúscoa, títol que revalidaria les temporades 1928/29 i 1932/33. A més a més, disputà la final de la Copa del Rei de 1928, la qual no es resolgué fins al tercer partit de desempat, enfront del FC Barcelona.
El 1929 formà part de l'históric primer onze de la Reial Societat a la Lliga espanyola de futbol, a més a més, aquella temporada guanyà el primer Trofeu Pitxitxi de la història en marcar 14 gols.
L'any 1934 recala al Osasuna, que aleshores jugava a Segona Divisió, aconseguint l'ascens a Primera l'any 1935, per tornar a descendir el 1936. Després de la Guerra Civil Espanyola guanyaria amb Osasuna el Campionat Regional de Navarra de 1939/40.
Finalment, l'any 1940 retornà a la Reial Societat, equip aleshores a Segona Divisió i amb el qual ascendí a Primera la temporada 1941. Bienzobas es retirà en finalitzar la temporada 1941/42, deixant com a bagatge a primera divisió 92 partits i 50 gols.

## Internacionalitat
Paco Bienzobas fou internacional amb la selecció espanyola en 2 ocasions, tot marcant 2 gols. La primera ocasió fou amb 19 anys en un partit dels Jocs Olímpics d'Estiu de 1928 a Amsterdam i la segona en un amistós.

## Carrera arbitral
Paco Bienzobas començà la seva carrera arbitral el 1942, debutant a primera divisió l'any 1948. Fou considerat com un dels millors àrbitres del país.

## Títols Regionals
| Títol                           | Club           | Regió     | Any  |
| ------------------------------- | -------------- | --------- | ---- |
| Campionat Regional de Guipúscoa | Reial Societat | País Basc | 1927 |
| Campionat Regional de Guipúscoa | Reial Societat | País Basc | 1929 |
| Campionat Regional de Guipúscoa | Reial Societat | País Basc | 1933 |
| Campionat Regional de Navarra   | CA Osasuna     | Navarra   | 1939 |

## Títols individuals
- Trofeu Pitxitxi: 1929